# Мэдисон-сквер-гарден (1925)
Мэдисон-сквер-гарден (англ. Madison Square Garden или MSG III) — крытая спортивная арена в Нью-Йорке. Сооружение было построено в 1925 году на Восьмой авеню между 49 и 50 улицей и было третьим по счёту, носившим это название. Оно также было первым, расположенным не возле Мэдисон-сквера. В 1968 году здание было снесено, а вместо него построен современный «Мэдисон-сквер-гарден». Арена служила домашней площадкой клубов Национальной хоккейной лиги «Нью-Йорк/Бруклин Американс» и «Нью-Йорк Рейнджерс» и клуба Национальной баскетбольной ассоциации «Нью-Йорк Никс», а также принимала множество боксёрских матчей, концертов и других мероприятий. В этом здании состоялось празднование дня рождения президента США Джона Кеннеди.

## Строительство и открытие
Строительство сооружение началось 9 января 1925 года. Здание, спроектированное архитектором Томасом Лэмбом, обошлось в 4,75 млн долларов и было построено за 249 дней. Владельцем арены был боксёрский промоутер Текс Рикард и здание часто называли «Домом, который построил Текс Рикард» (англ. The House That Tex Built). В отличие от башен предыдущего «Мэдисон-сквер-гардена», построенного архитектором Стэнфордом Уайтом, экстерьер нового строения представлял просто коробку. Единственной отличительной его чертой была маркиза над главным входом, на которой почти всегда многие слова писались аббревиатурами (Tomw., V/S, Rgrs, Tonite, Thru и др.). Даже название стадиона было сокращено как «Madison Sq. Garden».
Открытие арены состоялось 15 декабря 1925 года. Сооружение длиной 114 м и шириной 61 м вмещало три яруса сидений и максимальная вместимость его для боксёрский поединков составляла 18 496 человек. Арена отличалась плохой видимостью, особенно во время хоккейных поединков, когда только первые ряды могли хорошо видеть игровое поле, остальные же зрители не видели какую-либо часть площадки. В здании была также плохая вентиляция, что усугублялось курением, из-за чего верхние ряды были окутаны дымом.
За свою историю Мэдисон-сквер-гарден III управлялся Рикардом, Джоном Ридом Килпатриком, Недом Айришем и Ирвингом Фелтом.

## Снос
Снос здания начался в 1968 году, сразу после открытия нового «Мэдисон-сквер-гардена», а закончилось в начале 1969 года. После сноса сооружения предлагалось построить на его месте самое высокое в мире здание. Однако из-за ограничений в высоте строений в этом районе это предложение так и осталось нереализованным. В итоге, до 1989 года на месте бывшего «Мэдисон-сквер-гардена» находилась парковка, а затем построен небоскрёб Уорлдвайд-Плаза 1.